# Архипов, Станислав Анатольевич
Станислав Анатольевич Архипов (19 сентября 1928, Саратов — 5 августа 1998) — советский учёный-геолог, исследователь Сибири, профессор, лауреат Государственной премии (1978).

## Биография
Родился в городе Саратов 19 сентября 1928 года.
С отличием окончил геологический факультет Саратовского государственного университета (1952) и аспирантуру Геологического института АН СССР (ГИН) (1957).
В 1952—1954 годах — инженер-геолог 27-й экспедиции Гидропроекта МВД СССР.
В 1957—1961 годах — младший научный сотрудник ГИН АН СССР.
С 1961 в Институте геологии и геофизики СО АН СССР:
- старший научный сотрудник (1961—1976),
- заведующий кабинетом палеонтологии и стратиграфии (1976—1978),
- заведующий лабораторией четвертичной геологии (1978—1986),
- заведующий отделом четвертичной геологии, геоморфологии и водных ресурсов (1986—1987).

Занимался:
- Разработка фундаментальных проблем четвертичной стратиграфии, палеогеографии, палеогеоморфологии и неотектоники.
- Принципиальные вопросы теории оледенения земли и плейстоцена северной части Азиатского континента,
- Стратиграфические схемы четвертичных отложений для Западной и Средней Сибири.

Скончался 5 августа 1998 года [где?].

## Награды и премии
- 1978 — Государственная премия СССР в области науки и техники
- 1984 — лауреат конкурса фундаментальных научных работ СО АН СССР .

## Ученые звания
- Старший научный сотрудник по специальности «Четвертичная геология».
- Доктор геолого-минералогических наук.
- Профессор по кафедре общей геологии.

## Публикации
- Карты четвертичных отложений Западной Сибири.
- Карты новейшей тектоники Западно-Сибирской плиты.
- Четвертичный период в Западной Сибири.
- Последнее оледененье в нижнем Приобье.
- http://prof-nsu.blogspot.com/feeds/posts/default